# Gesomyrmex pulcher
}}
Gesomyrmex pulcher được phát hiện và miêu tả bởi Dlussky, G. M., Wappler, T. & Wedmann, S. năm 2009.